# Rostbröstad sparvhök
Rostbröstad sparvhök (Accipiter rufiventris) är en fågel i familjen hökar inom ordningen hökfåglar.

## Utseende och läte
Rostbröstad sparvhök är en medelstor sparvhöksliknande fågel med mörkgrå rygg och enfärgat orangefärgad undersida. I flykten syns att vingar och stjärt är kraftigt bandade. Ungfågeln är brun på ryggen med rostfärgade band och streck undertill. Den skiljs från ung ovambosparvhök genom ljust öga. Lätena består av ihållande upprepade visslingar.

## Utbredning och systematik
Rostbröstad sparvhök förekommer i östra och södra Afrika. Den delas in i två underarter med följande utbredning:
- Accipiter rufiventris perspicillaris – förekommer i höglandsskogar i Etiopien
- Accipiter rufiventris rufiventris – förekommer i bergsskogar från Kenya och östra Kongo-Kinshasa till Sydafrika

Genetiska studier visar att den står mycket nära sparvhöken och har tidvis behandlats som del av denna.

## Levnadssätt
Rostbröstad sparvhök hittas i skogsområden och plantage, huvudsakligen i bergstrakter men i Sydafrika ända ner till havsnivå. Den jagar ofta i öppna områden långt från skog.

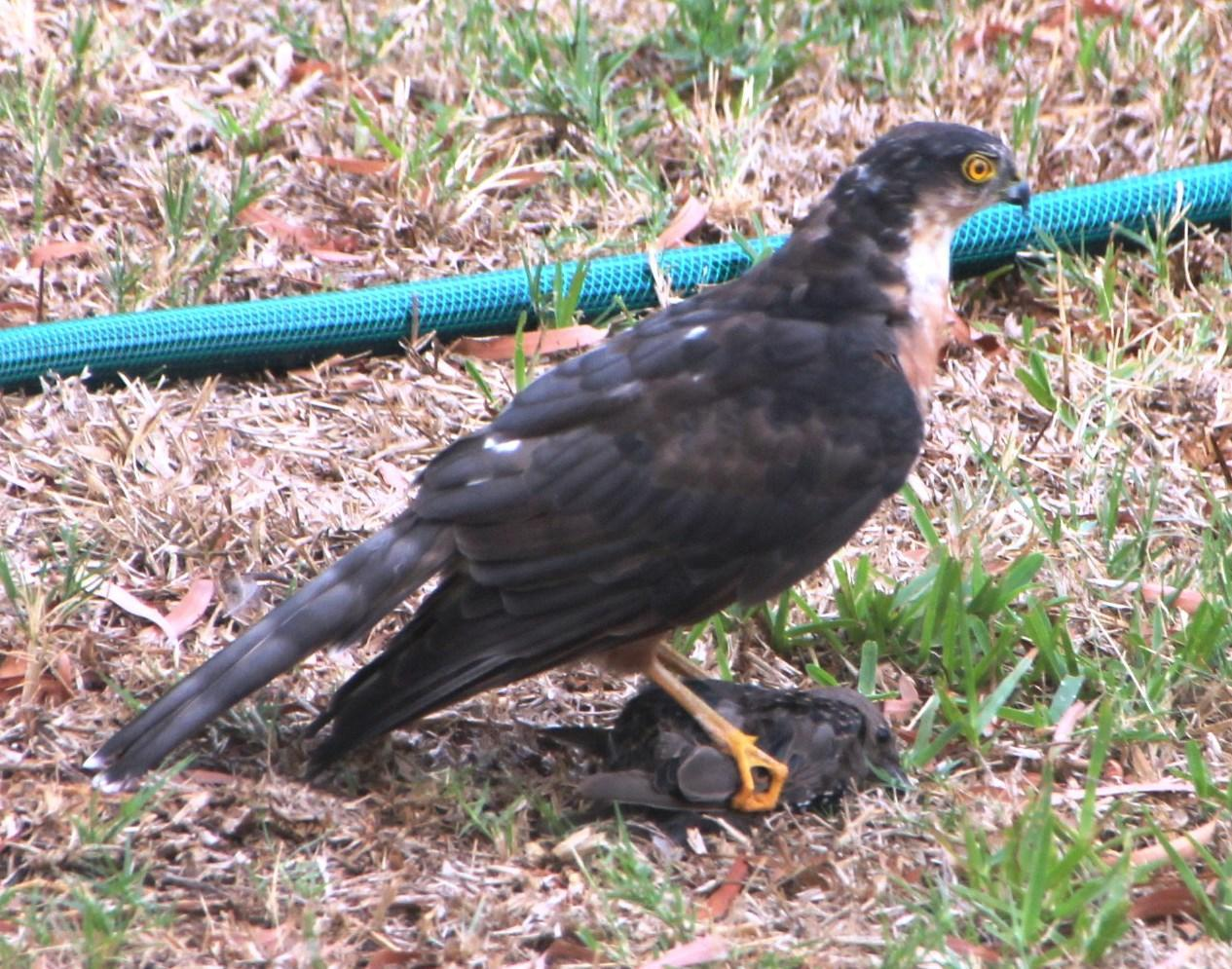
Rostbröstad sparvhök med nyfångat byte i Kapstaden.

## Status och hot
Arten har ett stort utbredningsområde och en stor population, och tros öka i antal. Utifrån dessa kriterier kategoriserar IUCN arten som livskraftig (LC).